# 埃德尔特劳德·科赫
埃德尔特劳德·科赫（德語：Edeltraud Koch，1954年9月13日—），德国女子游泳运动员。她曾代表西德参加1972年夏季奥林匹克运动会游泳比赛，获得女子4×100米混合泳接力铜牌。